# Henschtal
Henschtal ist eine Ortsgemeinde im Landkreis Kusel in Rheinland-Pfalz. Sie gehört der Verbandsgemeinde Oberes Glantal an.

## Gemeindegliederung
Henschtal besteht aus den beiden Ortsteilen Haschbach und Trahweiler sowie dem Weiler Sangerhof.

## Geschichte
Die Gemeinde entstand am 7. Juni 1969 durch Zusammenschluss der Gemeinden Haschbach am Glan (Amtsgericht Waldmohr) und Trahweiler.
Sie wurde nach dem Henschbach, dem Bach, der mitten durch den Ort fließt, benannt. Er trennte die beiden ehemaligen Dörfer Haschbach und Trahweiler, die nun zusammen Henschtal bilden. Trahweiler gehörte um 1350 zur Grafschaft Veldenz, später zum Herzogtum Pfalz-Zweibrücken, während Haschbach mit dem Münchweiler Tal, ein Lehen des Klosters Hornbach, dem Raugrafen von Neu-Baumburg unterstand. Als Unterlehen war der Ort zweibrückisch und kam durch Heirat beziehungsweise Kauf an die Herren von der Leyen.

## Politik

### Bürgermeister
Roger Decklar ist seit Juni 2016 Ortsbürgermeister von Henschtal.
Decklars Vorgänger waren die nach kurzer Amtszeit zurückgetretene Nicole Bültmann und bis 2014 Walter Harth.

## Sehenswürdigkeiten
Am höchsten Punkt des Ortes (378,2 m ü. NHN) steht in Sangerhof ein 15 m hoher stillgelegter Wasserturm, der heute als Aussichtsturm zugänglich ist.

## Wirtschaft und Infrastruktur
Durch den Ort verläuft die B 423. Im Nordosten ist eine Anschlussstelle der A 62. In Glan-Münchweiler ist ein Bahnhof der Glantalbahn.